# 格拉納達省 (尼加拉瓜)
格拉納達省（Departamento de Granada）是尼加拉瓜的一個省，位於該國西部、尼加拉瓜湖的西北部。面積929平方公里，2005年人口190,600人。首府格拉納達。
下分4市。
1. ↑  Citypopulation.de Population of departments in Nicaragua